# گری سیک
گری سیک (به انگلیسی: Gary Sick) (زاده ۴ آوریل ۱۹۳۵ در راسل، کانزاس) استاد دانشگاه کلمبیا که بر موضوعات مربوط به خاورمیانه و به ویژه ایران فعالیت می‌کند. وی در دوران ریاست جمهوری جرالد فورد، جیمی کارتر و رونالد ریگان از اعضای شورای امنیت ملی دولت آمریکا بوده است.
او از سال ۱۹۹۳ مدیر پروژه خلیج ۲۰۰۰ (Gulf/۲۰۰۰ Project) در دانشگاه کلمبیا است.
شهرت وی به خاطر ارائه نظریه توطئه سورپرایز اکتبر در قبال واقعه گروگانگیری ایران می‌باشد. وی کتابی به همین نام به چاپ رسانده است.